# سفين يوهانسون (راكب الكنو)
سفين يوهانسون (بالسويدية: Sven Johansson)‏ هو راكب الكنو سويدي، ولد في 10 يونيو 1912 في Västervik ‏ في السويد، وتوفي في 5 أغسطس 1953.

## وصلات خارجية
- سفين يوهانسون على موقع أوليمبيديا (الإنجليزية)
- سفين يوهانسون على موقع اللجنة الأولمبية السويدية (السويدية)